# Park Hall (stadion)
Park Hall – stadion piłkarski w Oswestry w Anglii, na którym swoje mecze rozgrywa występujący w Welsh Premier League zespół The New Saints F.C.. Do 2003 z obiektu korzystał klub Oswestry Town, który wobec problemów finansowych połączył się z Total Network Solutions, zmieniając nazwę trzy lata później na The New Saints F.C..
Obiekt posiada 2000 miejsc i posiada trzy trybuny:
- Venue Side
- East End
- North Side

Rekord frekwencji zanotowano 21 kwietnia 2012; mecz The New Saints – Bangor City F.C., który rozegrano w ramach Welsh Premier League, obejrzało 1468 widzów.